# Óxido de fosfina

Estrutura geral de um óxido de fosfina

Os óxidos de fosfinas ou N-óxidos de fosfinas são os derivados de fosfinas em que existe um oxigênio ligado ao fósforo.
Sua fórmula geral é R3P+-O-.